# Ay, Pavloba
Ay, Pavloba es un cortometraje de España del género de comedia/ciencia ficción, dirigido por Fernando Sánchez, coescrito por Sánchez y Manuel Menchaca, y basado en una idea de Manuel Menchaca. Producido por Cantabria Visual, AvatGarde y Mano del Hado. La película narra el despertar de Fer junto a su novia, Pavloba, en un aparente día normal. Por la noche tienen una cena con algunos amigos, en la que Pavloba romperá su relación. Desde ese momento el día se repetirá una y otra vez para Fer.
Rodado en tres días en agosto de 2010 en la ciudad de Torrelavega (Cantabria), el cortometraje ha recibido algunos reconocimientos. En 2011, en el II Festival Internacional de cine Piélagos en Corto fue el ganador en la categoría Mejor Cortometraje Cántabro. En el mismo año, el cortometraje fue seleccionado en el XII Festival Internacional de Cortometrajes de Torrelavega en las categorías Dobra y Cantabria Infinita. En 2012 gana el premio Corto del Mes, febrero de 2012 en la web Filmin.

## Argumento
La película comienza cuando Fer se despierta sobresaltado. Está en la cama junto a su novia, Pavloba. Después, en la cocina, un destello procedente del interior de la nevera ilumina la cara de Fer, algo que no entiende. En el desayuno, la taza de Pavloba, un regalo de él, se cae y se rompe. Mirando por la ventana del salón, Fer ve en la calle a un hombre con una barra de pan bajo el brazo.
Esa noche, Fer y Pavloba tienen una cena con sus amigos: Montalbán, Ángela y Roberto. Ángela habla de cómo las mantis religiosas se comen al macho durante la cópula. Fer dice que no siempre es así, a lo que Angela responde que cuando hay amor no se los comen. Roberto dice que cuando no te quieren lo mejor es escapar, Ángela se enfada con este comentario y decide ir al baño. Roberto va a preparar café. En ese momento, Montalbán mira extrañamente a Pavloba y decide acompañar a Roberto. Ahora solos, Pavloba le dice a Fer que le ha sido infiel con Montalbán y que no quiere continuar con su relación.
Fer vuelve a despertar sobresaltado, como si hubiera tenido una pesadilla. De nuevo junto a él, en la cama, está Pavloba. En la cocina, mira con desconfianza la nevera. Aparece Pavloba, su taza de café vuelve a caerse y romperse, Fer se extraña. Mirando por la ventana del salón, se da cuenta de que vuelve a ver al hombre de la calle, pero con una barra de pan diferente. Fer no entiende nada.
Por la noche, Fer llega a casa y se sorprende al ver que de nuevo van a cenar con Montalbán, Ángela y Roberto. Igual que el "día anterior", Ángela y Roberto se van, Montalbán mira extrañamente a Pavloba y también se va. Pavloba discute con Fer, revelando que ella le ha sido infiel con Montalbán, rompiendo su relación.
Fer despierta de nuevo, se da cuenta de que el día se repite una y otra vez, así que decide tomar medidas. Oculta la taza de Pavloba en un armario en la cocina, pero ella la encuentra, se cae al suelo y se rompe de nuevo. El hombre de la calle camina de nuevo con otra barra de pan diferente, esta vez Fer baja donde él y se la roba, exclamando que eso hará que todo cambie. En la cena, Fer está absorto, con la mirada perdida y con la barra de pan robada bajo el brazo, mientras los demás hablan. En otro momento de desesperación, Fer propina un puñetazo a Montalbán, Pavloba se enfada y le grita que su relación ha terminado.
En una nueva repetición del día todo sucede como en una película muda titulada "El Día de Fer", totalmente absurda. Fer tira a Pavloba de la cama. Oculta ridículamente la taza, que ella encuentra, volviendo a caer y romperse. Fer le vuelve a robar el pan al hombre de la calle, tapándole con su bata y corriendo a su alrededor. En la cena todos están disfrazados excepto Fer. Pega a Montalbán varias veces y Pavloba acude en su auxilio. Fer trata de cubrir la boca de Pavloba para impedir que hable, pero ella vuelve a romper su relación.
Fer, visiblemente aturdido por la situación, mira por la ventana y ve que el hombre de la calle pasa otra vez con un pan diferente bajo el brazo, esta vez pan de molde. Fer aplaude ante la mirada perpleja de Pavloba. Por la noche, en la cena delante de todos, Fer decide expresar su malestar por la situación, sabiendo que Pavloba lo va a dejar y que le ha sido infiel con Montalbán. Antes de que Pavloba diga nada, Fer decide tomar un descanso y enciende un cigarrillo. En este punto vemos un flashback de él y Pavloba cuando eran felices, en el que se están besando y acariciando en la cama.
Fer vuelve a despertar en el mismo día, Pavloba aún duerme. Esta vez mira a su todavía novia y le acaricia la mejilla. Durante los créditos finales vemos a Fer solo, sentado en un parque.